# یالماری هولوپاینن
یالماری هولوپاینن (فنلاندی: Jalmari Holopainen; ۲۹ ژوئن ۱۸۹۲ – ۳ فوریهٔ ۱۹۵۴) بازیکن فوتبال اهل فنلاند بود.
از باشگاه‌هایی که در آن بازی کرده‌است می‌توان به باشگاه فوتبال هلسینکی اشاره کرد.